# Stibasia douglasii
Stibasia douglasii là một loài dương xỉ trong họ Marattiaceae. Loài này được C. Presl mô tả khoa học đầu tiên..
Danh pháp khoa học của loài này chưa được làm sáng tỏ. 